# Летние Олимпийские игры 1956
XVI летние Олимпийские игры проводили в Мельбурне (Австралия) с 22 ноября по 8 декабря 1956 года и в Стокгольме (Швеция) (конный спорт, 10—17 июня 1956 года).

## Выбор столицы Игр
Выборы столицы Игр прошли 28 апреля 1949 года на 43-й сессии МОК в Риме.
| Выборы столицы XVI летних Олимпийских игр | Выборы столицы XVI летних Олимпийских игр | Выборы столицы XVI летних Олимпийских игр | Выборы столицы XVI летних Олимпийских игр | Выборы столицы XVI летних Олимпийских игр | Выборы столицы XVI летних Олимпийских игр | Выборы столицы XVI летних Олимпийских игр |
| Город                                     | Страна                                    | 1 тур                                     | 2 тур                                     | 3 тур                                     | 4 тур                                     |                                           |
| ----------------------------------------- | ----------------------------------------- | ----------------------------------------- | ----------------------------------------- | ----------------------------------------- | ----------------------------------------- | ----------------------------------------- |
| Мельбурн                                  | Австралия                                 | 14                                        | 18                                        | 19                                        | 21                                        |                                           |
| Буэнос-Айрес                              | Аргентина                                 | 9                                         | 12                                        | 13                                        | 20                                        |                                           |
| Лос-Анджелес                              | США                                       | 5                                         | 4                                         | 5                                         | —                                         |                                           |
| Детройт                                   | США                                       | 2                                         | 4                                         | 4                                         | —                                         |                                           |
| Мехико                                    | Мексика                                   | 9                                         | 3                                         | —                                         | —                                         |                                           |
| Чикаго                                    | США                                       | 1                                         | —                                         | —                                         | —                                         |                                           |
| Миннеаполис                               | США                                       | 1                                         | —                                         | —                                         | —                                         |                                           |
| Филадельфия                               | США                                       | 1                                         | —                                         | —                                         | —                                         |                                           |
| Сан-Франциско                             | США                                       | —                                         | —                                         | —                                         | —                                         |                                           |

## Виды спорта
- Лёгкая атлетика
- Баскетбол
- Бокс
- Гребля на каноэ
- Велоспорт
- Прыжки в воду
- Конный спорт
- Фехтование
- Футбол
- Спортивная гимнастика
- Хоккей на траве
- Современное пятиборье
- Академическая гребля
- Парусный спорт
- Пулевая стрельба
- Плавание
- Водное поло
- Тяжёлая атлетика
- Вольная борьба

## Страны-участницы
| - Афганистан - Аргентина - Австралия - Австрия - Багамские Острова - Бельгия - Бермуды - Бразилия - Гайана - Болгария - Бирма - Канада - Цейлон - Чили - Китайская Республика - Колумбия - Куба - Чехословакия - Дания - Эфиопия - Фиджи - Финляндия - Франция |  | - Объединённая германская команда - Великобритания - Греция - Гонконг - Венгрия - Индонезия - Индия - Иран - Ирландия - Исландия - Израиль - Италия - Ямайка - Япония - Кения - Республика Корея - Либерия - Люксембург - Малайя - Мексика - Нигерия - Северное Борнео |  | - Норвегия - Новая Зеландия - Пакистан - Перу - Филиппины - Польша - Португалия - Пуэрто-Рико - Румыния - ЮАС - Сингапур - СССР - Швеция - Таиланд - Тринидад и Тобаго - Турция - Уганда - Уругвай - США - Венесуэла - Вьетнам - Югославия |

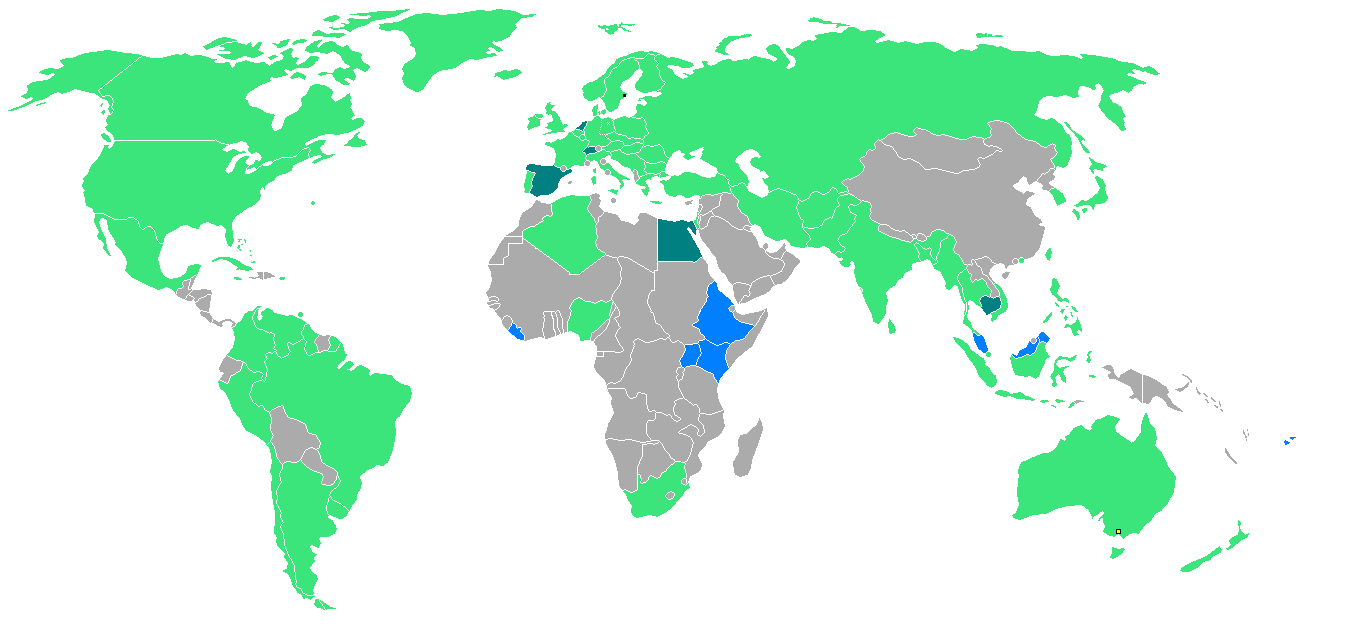
Карта участвовавших стран

Спортсмены пяти стран участвовали только в соревнованиях по конному спорту в Стокгольме и не были представлены на Играх в Австралии:
- Камбоджа
- Египет
- Нидерланды
- Испания
- Швейцария

Не участвовали в олимпийских играх в Австралии и в соревнованиях по конному спорту в Стокгольме: Албания, Андорра, Боливия, Бутан, Ватикан, Гаити, Дагомея, Кипр (он тогда ещё не был независимым государством), Китай, КНДР, Ливия, Мадагаскар, Марокко, Непал, Никарагуа, Оман, Парагвай, Панама, Саудовская Аравия, Сомали и другие.

## Итоги Игр
Испания, Швейцария и Нидерланды не прислали свои делегации на Игры в Австралию в знак протеста против подавления советскими войсками восстания в Венгрии (ранее представители этих стран выступили в соревнованиях по конному спорту, проводимых по олимпийской программе, но в Стокгольме). Только в конном спорте также выступили спортсмены Египта и Камбоджи. Соревнования по конному спорту пришлось проводить в Стокгольме, а не в Мельбурне из-за действовавшего в Австралии жёсткого карантина на ввоз животных.
В те годы ещё не существовало вместительных самолётов, способных совершать дальние перелеты, поэтому часть олимпийской команды СССР добиралась на Игры на поезде до Одессы, после чего на теплоходе «Грузия» отплыла в Австралию. Плавание заняло около месяца. Обратно спортсмены на том же теплоходе дошли до Владивостока. Рейс продлился 21 день. После чего  пересели на поезд и 13 суток добирались до Москвы, по пути останавливаясь в крупных городах, где триумфаторам олимпиады оказывался восторженный прием.
Во время соревнований по спортивной гимнастике за 1 час 11 раз поднимался советский флаг и звучал советский гимн. Гимнасты СССР увезли 11 золотых, 6 серебряных и 5 бронзовых медалей, став абсолютными чемпионами.
На конгрессе международной федерации по плаванию (ФИНА) в составы международных технических комитетов впервые были введены представители Советского Союза: по плаванию — В. Китаев, по водному поло — А. Ю. Кистяковский и по прыжкам в воду — С. Ефимова.
Полуфинальный матч по водному поло СССР — Венгрия не был доигран из-за массовой драки игроков.
10 стран, завоевавших наибольшее количество медалей
| Место | Страна                          | Золото | Серебро | Бронза | Всего |
| 1     | СССР                            | 37     | 29      | 32     | 98    |
| 2     | США                             | 32     | 25      | 17     | 74    |
| 3     | Австралия                       | 13     | 8       | 14     | 35    |
| 4     | Венгрия                         | 9      | 10      | 7      | 26    |
| 5     | Италия                          | 8      | 8       | 9      | 25    |
| 6     | Швеция                          | 8      | 5       | 6      | 19    |
| 7     | Объединённая германская команда | 6      | 13      | 7      | 26    |
| 8     | Великобритания                  | 6      | 7       | 11     | 24    |
| 9     | Румыния                         | 5      | 3       | 5      | 13    |
| 10    | Япония                          | 4      | 10      | 5      | 19    |

## Игры в филателии

Почтовые марки СССР и России
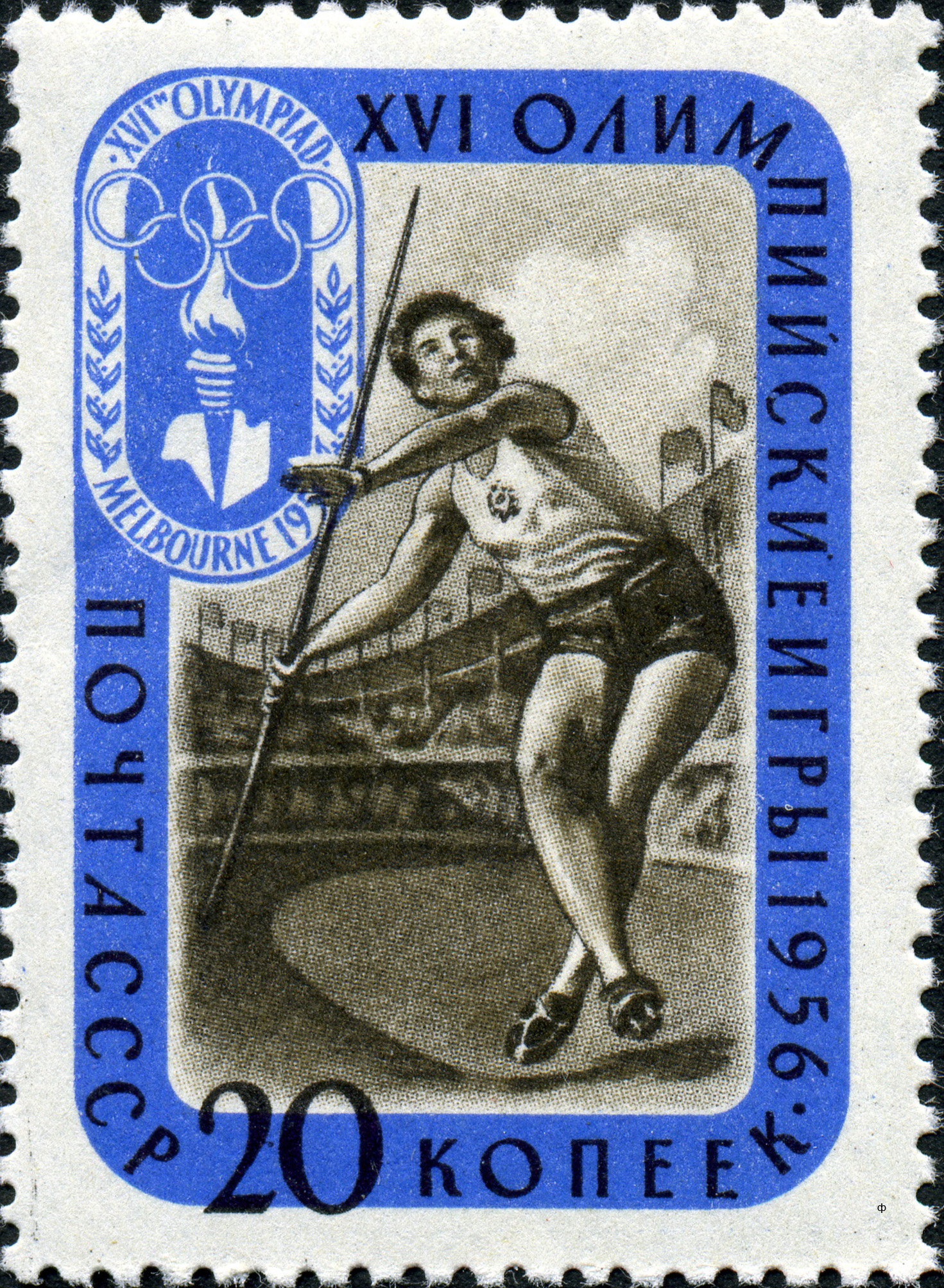
Метание копья
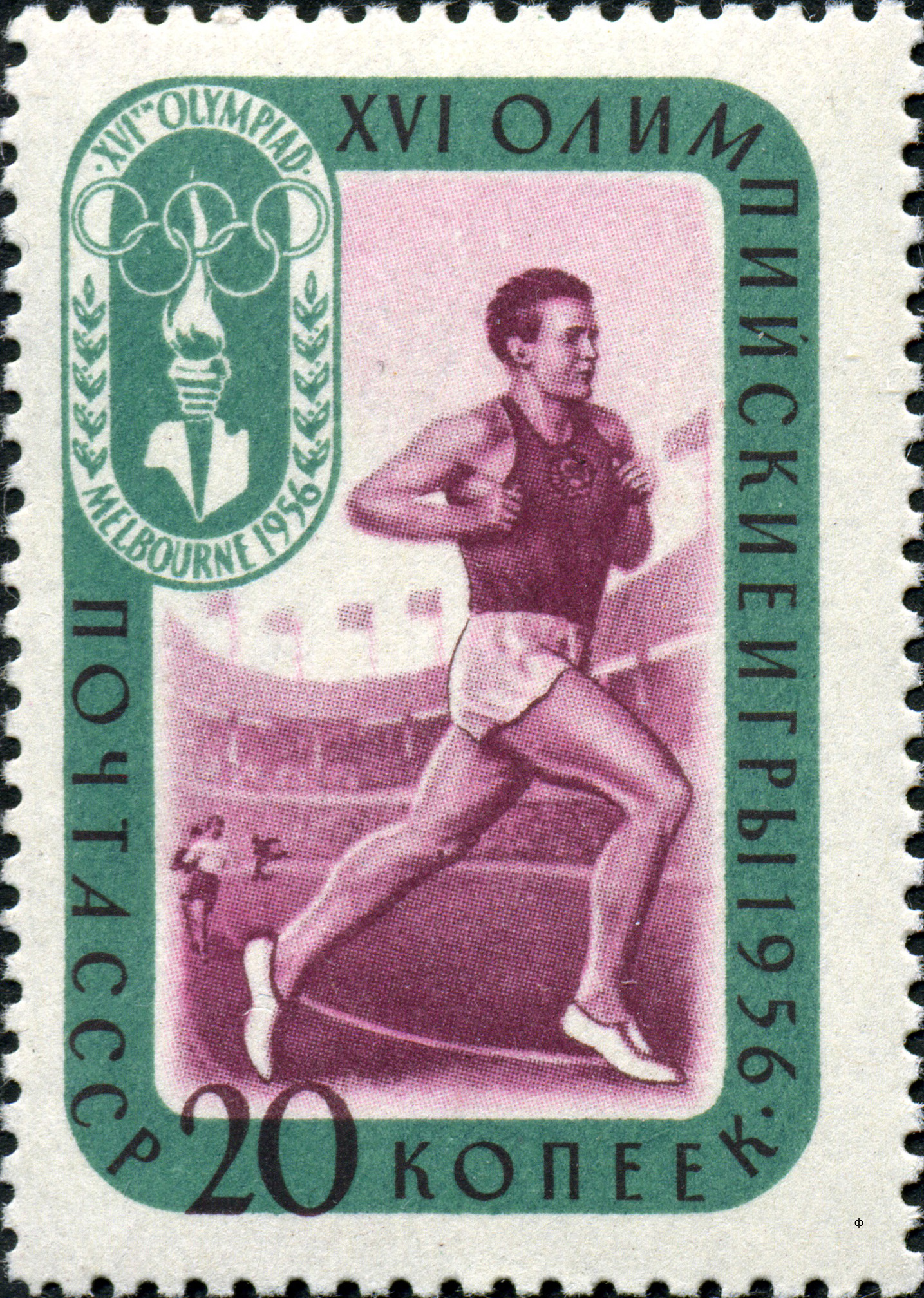
Бег
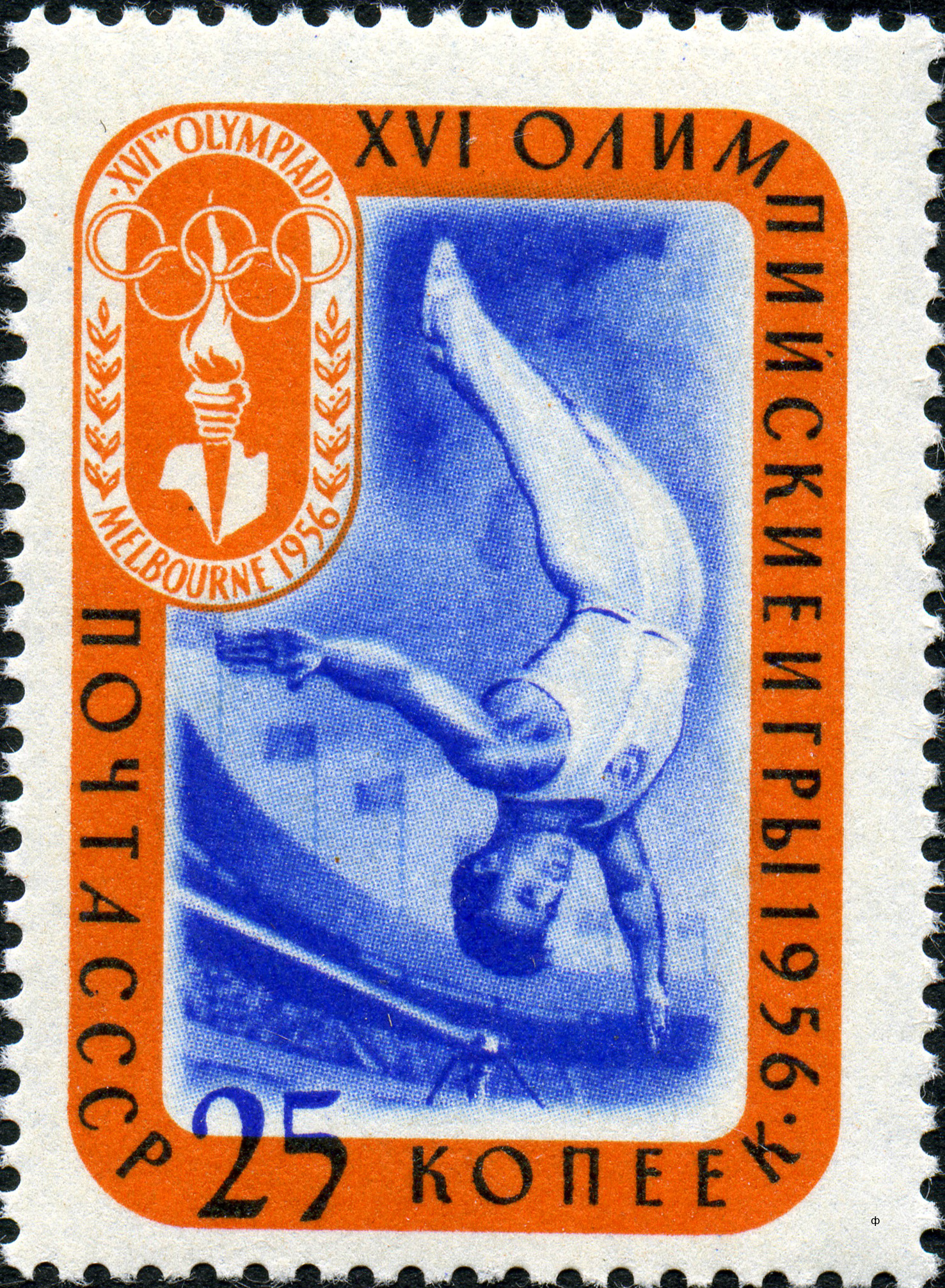
Спортивная гимнастика
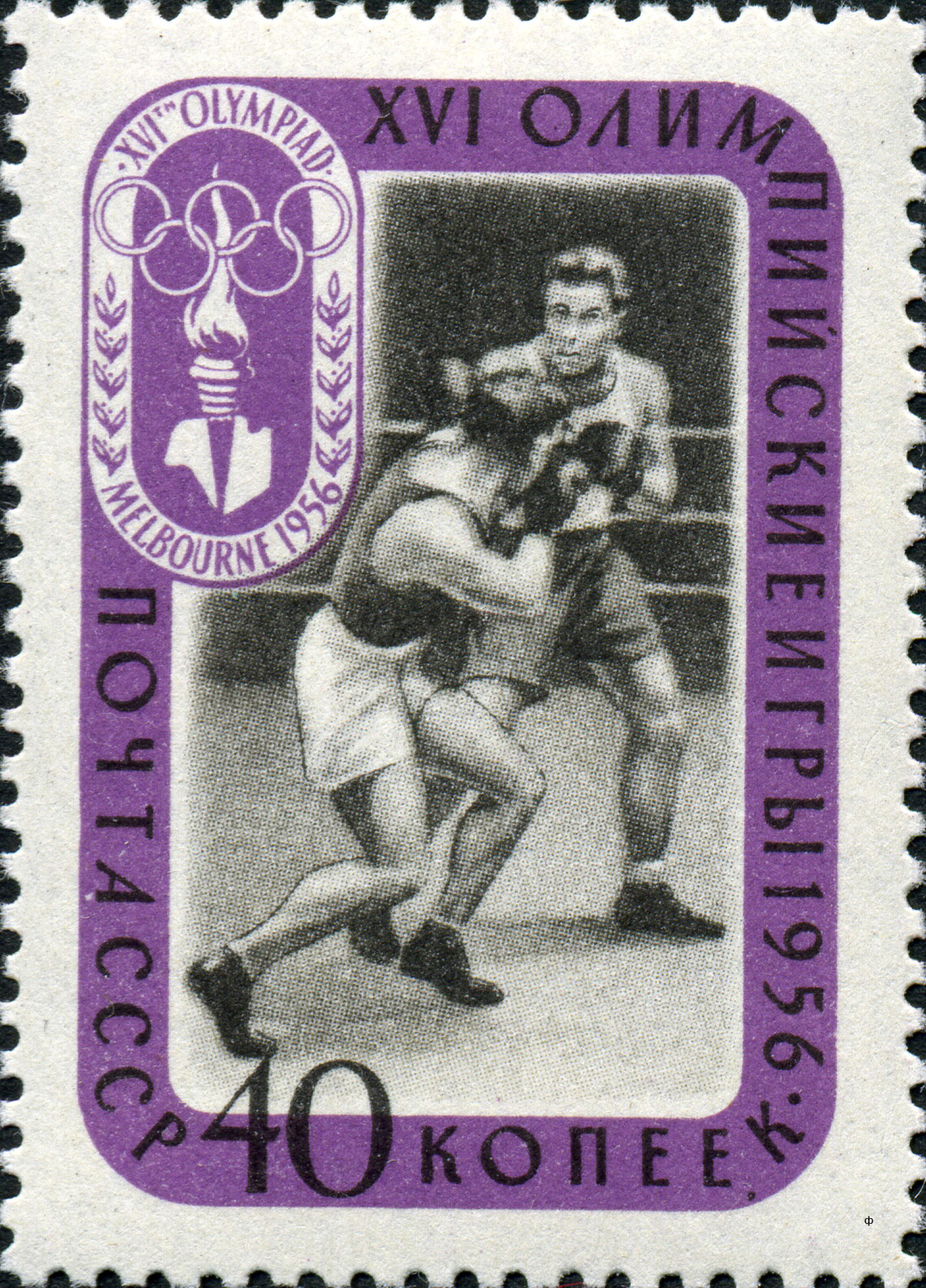
Бокс
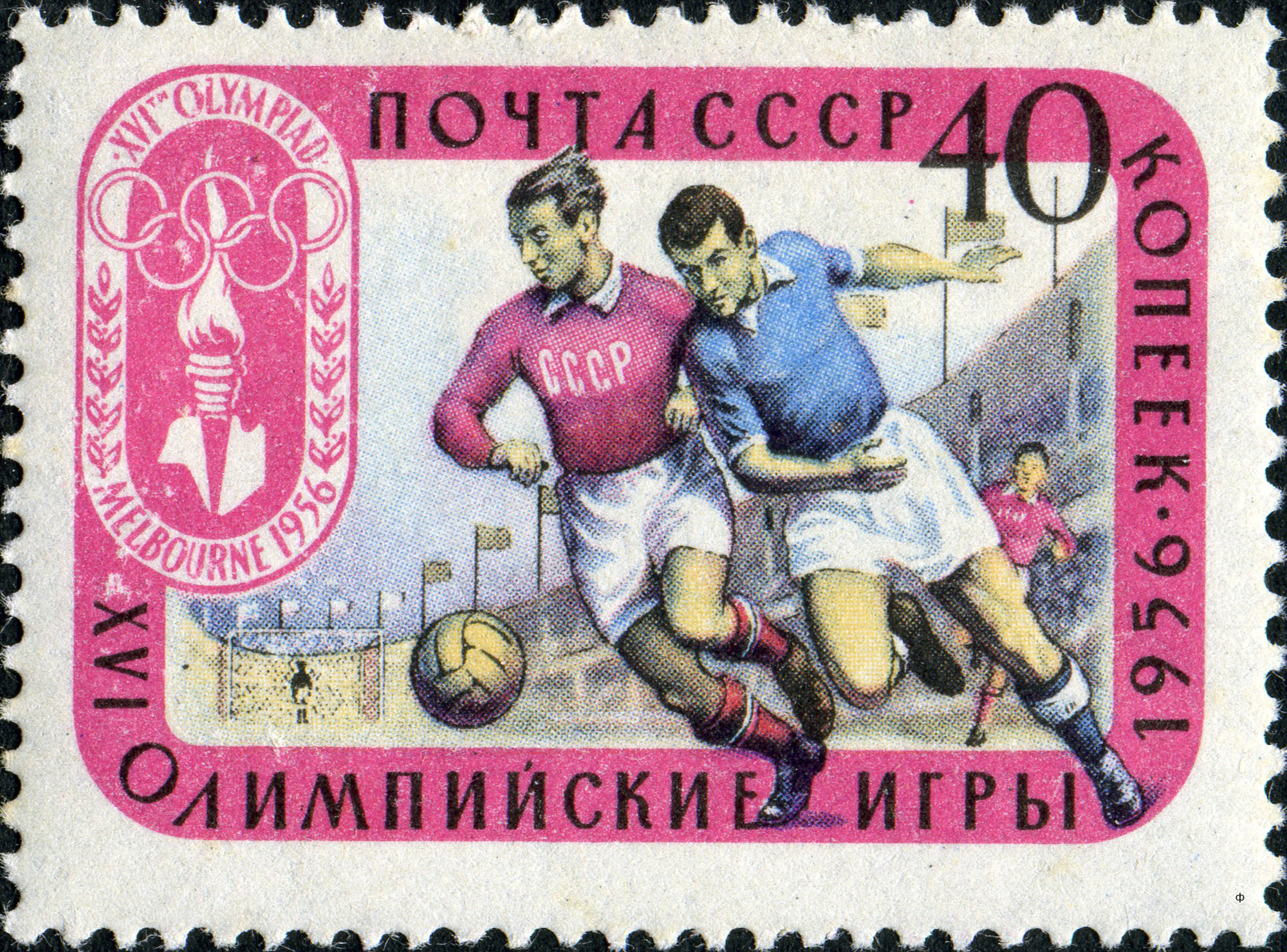
Футбол
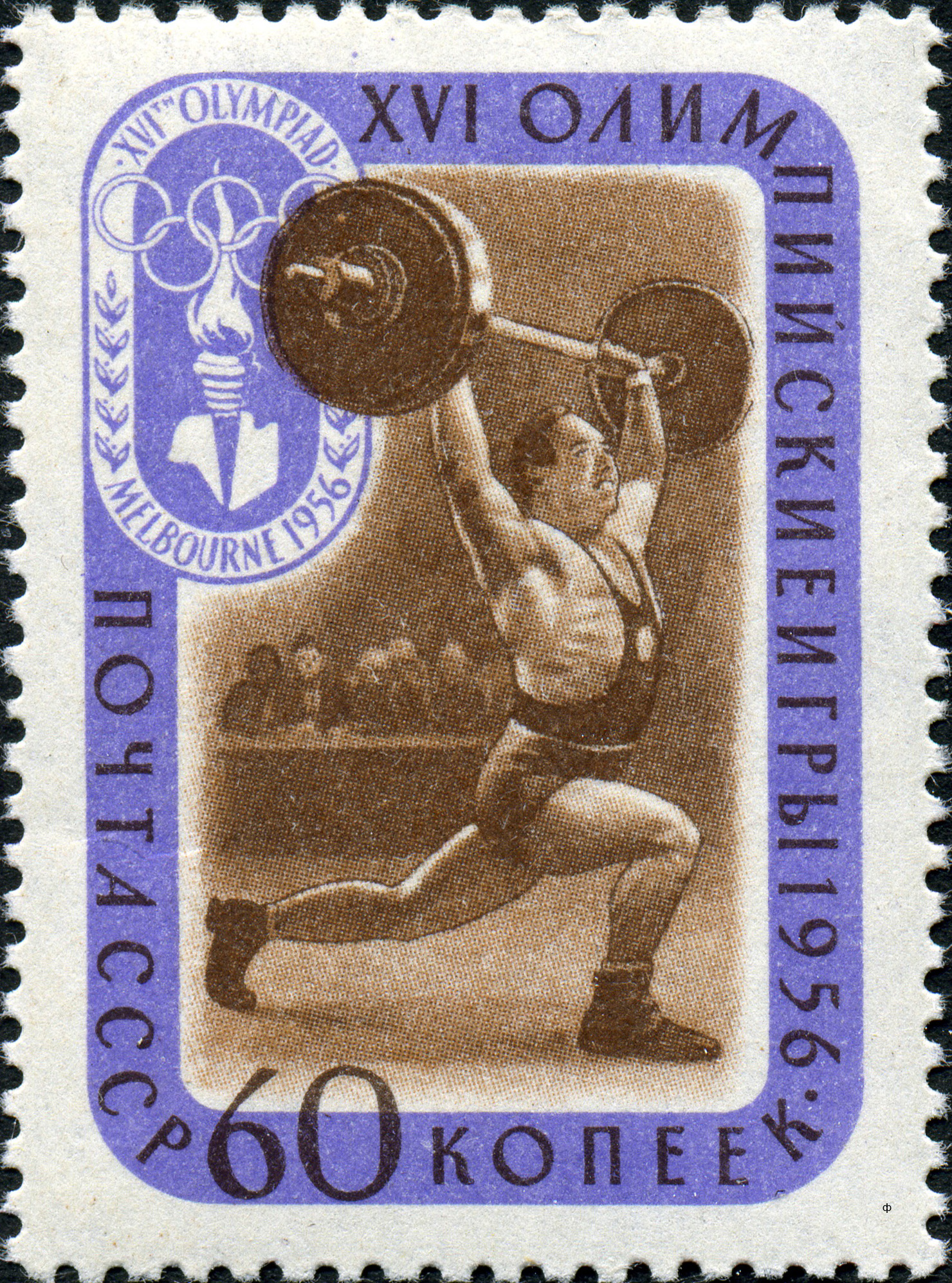
Тяжёлая атлетика
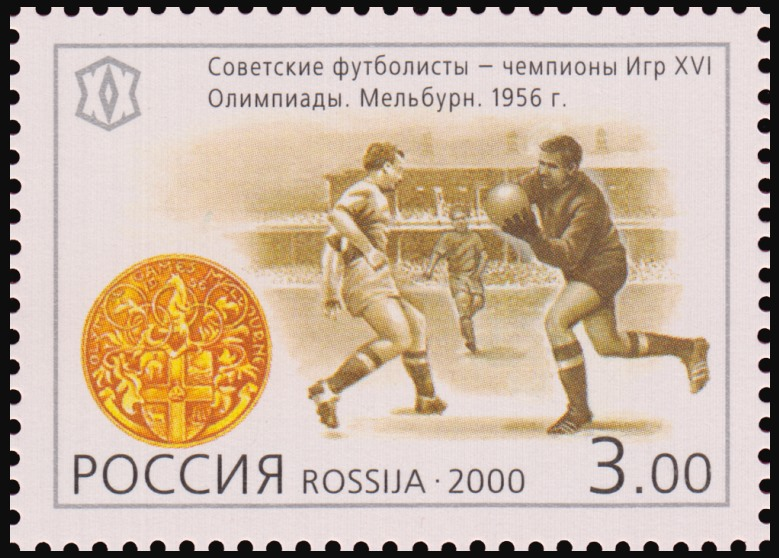
Марка России, 2000 г. Советские футболисты — чемпионы Игр XVI Олимпиады. Мельбурн (1956).
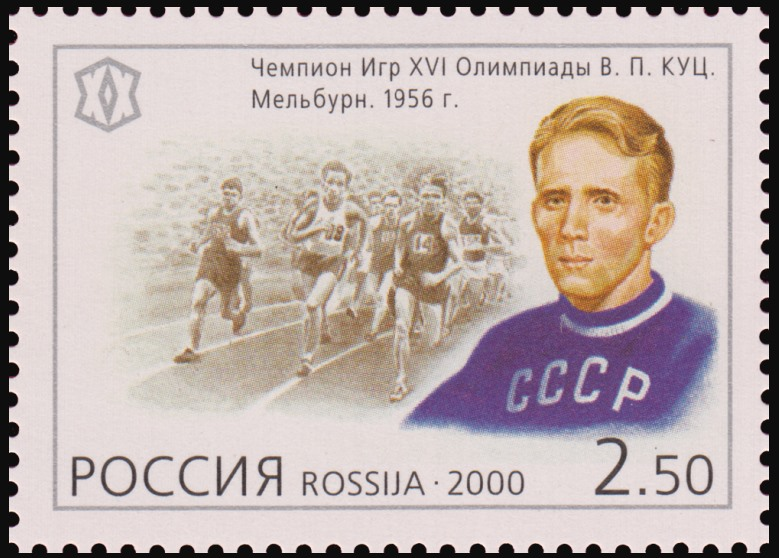
Марка России, 2000 г. Чемпион Игр XVI Олимпиады В. П. Куц. Мельбурн (1956).